# Tecuci
Tecuci is een stad in het district Galați, in het oosten van Roemenië.
De stad ligt aan de rivier Bârlad, en is een belangrijke knooppunt voor spoorwegen vanaf Bacău, Bârlad en Galați.
In 1476 was hier een belangrijke slag tussen Stefan de Grote en het Ottomaanse Rijk.
Vroeger stond Tecuci bekend om de vele voedselfabrieken.
Tegenwoordig staat Tecuci bekend om de mosterdfabrieken.

## Populatie
- 1900: 13.401
- 1977: 36.143
- 1992: 46.825
- 2000: 42.012
- 2002: 42.094